# René Chassaigne
René Chassaigne, né le 6 mars 1845 à Orléans et mort le 24 août 1903, est un sculpteur français.

## Biographie
André Marie René Chassaigne est né à Orléans, fils de François Marie Émile, propriétaire, et de Julie Isidore Daguet, son épouse.
Devenu docteur en médecine à Orléans, il épouse en 1872 Louise Marie Gabrielle Charlotte Besnard à Blois et s'y établit, 1 route basse de Paris,. Il est par ailleurs propriétaire du château de la Barboire à Saint-Laurent-des-Eaux (aujourd'hui Saint-Laurent-Nouan).
René Chassaigne devient l'élève de Gabriel-Jules Thomas et d'Antide-Marie Péchiné (1855-1929). Membre de la Société des artistes français, il expose au Salon entre 1882 et 1893. Sa carrière artistique cesse après cette date.
Pratiquant la viticulture, il participe à l'Exposition universelle de 1900 dans la catégorie « Vins et eaux de vie », et reçoit une mention honorable.
Il meurt en 1903, et est inhumé au cimetière de Saint-Laurent-des-Eaux.

## Œuvres
- Portrait de M. Georges Martin, médaillon en plâtre. Salon de 1882 (no 4206).
- Portrait de M…, buste en terre cuite. Salon de 1882 (no 4206).
- Mme C…, buste en plâtre. Salon de 1883 (no 3454).
- Un ami, tête de chien, médaillon. Salon de 1883 (no 3455).
- Star, chien de Saint-Germain, plâtre bronzé. Salon de 1884 (no 3371).
- « Fulmino et Carillon » de l'équipage de M. E. B…, groupe en plâtre. Salon de 1886 (no 3650).
- Chien, Salon de 1887 (no 37).
- Fulmino et Carillon, groupe plâtre / Têtes de chiens, applique. Salon de 1887 (no 35).
- Portrait de M. E. C., médaille bronze avec encadrement. Salon de 1887 (no 36).
- Un médaillon, Salon de 1888 (no 32).
- Un médaillon, plâtre. Salon de 1890 (no 25).
- Deux chiens couplés, têtes plâtre. Salon de 1893 (no 312).
- Portrait de Mme L..., médaillon plâtre. Salon de 1893 (no 313)

## Publication
- Docteur René Chassaigne, De l'équitation considérée au point de vue physiologique et thérapeutique, Paris, Baillières et fils, 1870 (lire en ligne)[10]